# Clostera albosigma
Clostera albosigma is een vlinder uit de familie tandvlinders (Notodontidae). De wetenschappelijke naam is voor het eerst geldig gepubliceerd in 1855 door Fitch.
De soort komt voor in Europa.